# Театр имени Станиславского и Немировича-Данченко
Московский академический Музыкальный театр имени К. С. Станиславского и Вл. И. Немировича-Данченко (разг. Стасик) — театр оперы и балета в Тверском районе Москвы. Ведёт историю с декабря 1918 года как Оперная студия Большого театра под руководством Константина Станиславского. В окончательном виде сформировался в 1941 году после объединения с Музыкальной студией Московского Художественного театра Владимира Немировича-Данченко.
Полное наименование — Московский академический Музыкальный театр имени Народных артистов Союза Советских Социалистических Республик Константина Сергеевича Станиславского и Владимира Ивановича Немировича-Данченко.

## История

### Предыстория
Режиссёры Константин Станиславский и Владимир Немирович-Данченко сотрудничали с артистами Большого театра в оперных и балетных постановках с 30 декабря 1918 г. В 1919 году начались регулярные занятия Оперной студии Большого театра под руководством Станиславского. Сотрудничество Немировича-Данченко с Большим театром не увенчалось успехом, и в том же году он организовал собственную Музыкальную студию при Московском художественном театре.
В 1920 году Оперная студия отделилась от Большого театра. Через год состоялось первое совместное выступление актёров обеих студий на сцене Московского Художественного театра. Зрителям были представлены фрагменты опер Николая Римского-Корсакова «Боярыня Вера Шелога» и «Ночь перед Рождеством», опера Жюля Массне «Вертер» и ряд музыкальных произведений по мотивам творчества Александра Пушкина под аккомпанемент рояля. Летом 1922 года состоялись гастроли Оперной студии по Европе и Америке. В 1924 году к труппе присоединился молодой Сергей Лемешев, а музыкальным руководителем коллектива стал дирижёр Вячеслав Сук. Любовь Орлова, после окончания Московского театрального техникума, с 1926 по 1933 год работала хористкой, затем актрисой Музыкального театра им. народного артиста Республики В. И. Немировича-Данченко.
В 1926 году оба коллектива получили статус государственных театров. Тогда же им было передано здание бывшей усадьбы графов Салтыковых на Большой Дмитровке, 17. Труппы выступали и репетировали поочерёдно. Постановки Станиславского были более традиционными по репертуару: оперы «Евгений Онегин» и «Пиковая дама» Петра Чайковского, «Богема» Джакомо Пуччини, «Кармен» Жоржа Бизе, «Борис Годунов» Модеста Мусоргского, «Царская невеста» и «Майская ночь» Николая Римского-Корсакова, «Севильский цирюльник» Джоаккино Россини, «Риголетто» Джузеппе Верди. Немирович-Данченко стремился к большему новаторству. С одной стороны, он экспериментировал с опереттой: «Дочь мадам Анго» Шарля Лекока, «Перикола» и «Прекрасная Елена» Жака Оффенбаха, «Корневильские колокола» Робера Планкета. С другой — набирали популярность его авторские интерпретации классических оперных и драматических сюжетов: «Лисистрата» Рейнгольда Глиэра по мотивам трагедии Аристофана, «Травиата» Джузеппе Верди, «Карменсита и солдат» — вольная интерпретация «Кармен».
В это же время начал свой путь в оперной труппе молодой певец Анатолий Орфёнов, а одним из ведущих театральных педагогов по вокалу стал Леонид Собинов. Как при жизни Станиславского, так и после его смерти в 1938 году, когда Оперную студию возглавил Всеволод Мейерхольд, основанные им и Немировичем-Данченко театры считались более демократичными, чем бывшие императорские сцены, и потому пользовались популярностью среди московской интеллигенции, студентов, театральных деятелей нового поколения. Журналист В. В. Яковлев писал о студии Станиславского в газете «Красная панорама»:
Одним из необычных условий восприятия было отсутствие рампы. Свежесть и простота игры, внешний облик молодых сил, молодое и искреннее увлечение, тщательность сценической подготовки — все это вызвало у слушателей самое живое сочувствие. И несмотря на то, что не было оркестра, что не всем участвующим удавалось до конца выдержать передаваемый образ, казалось, что иное претворение данной оперы и невозможно.
В 1939 году в состав театра Немировича-Данченко вошла основанная в 1929 году труппа «Московский художественный балет» Викторины Кригер. Сотрудничество коллективов началось шестью годами раньше, в 1933 году. В состав труппы входили артисты Ангелина Урусова, Мария Сорокина, Александр Клейн, Николай Холфин, Анатолий Тольский, Владимир Бурмейстер. Режиссёры Борис Мордвинов и Павел Марков пропагандировали принципы системы Станиславского в танце и стремились приблизить балет к психологической драме или реалистической комедии, используя как классические, так и новейшие советские произведения. Наиболее известными танцевальными постановками 1930-х годов стали «Тщетная предосторожность» Петера Гертеля, «Треуголка» Мануэля де Фальи, «Цыганы» Сергея Василенко, «Бахчисарайский фонтан» Бориса Асафьева в постановке Ростислава Захарова. Идейная близость Оперной студии и Музыкальной студии Московского Художественного театра привела к их объединению и созданию в 1941 году Московского Музыкального театра имени Станиславского и Немировича-Данченко.

### Советское время

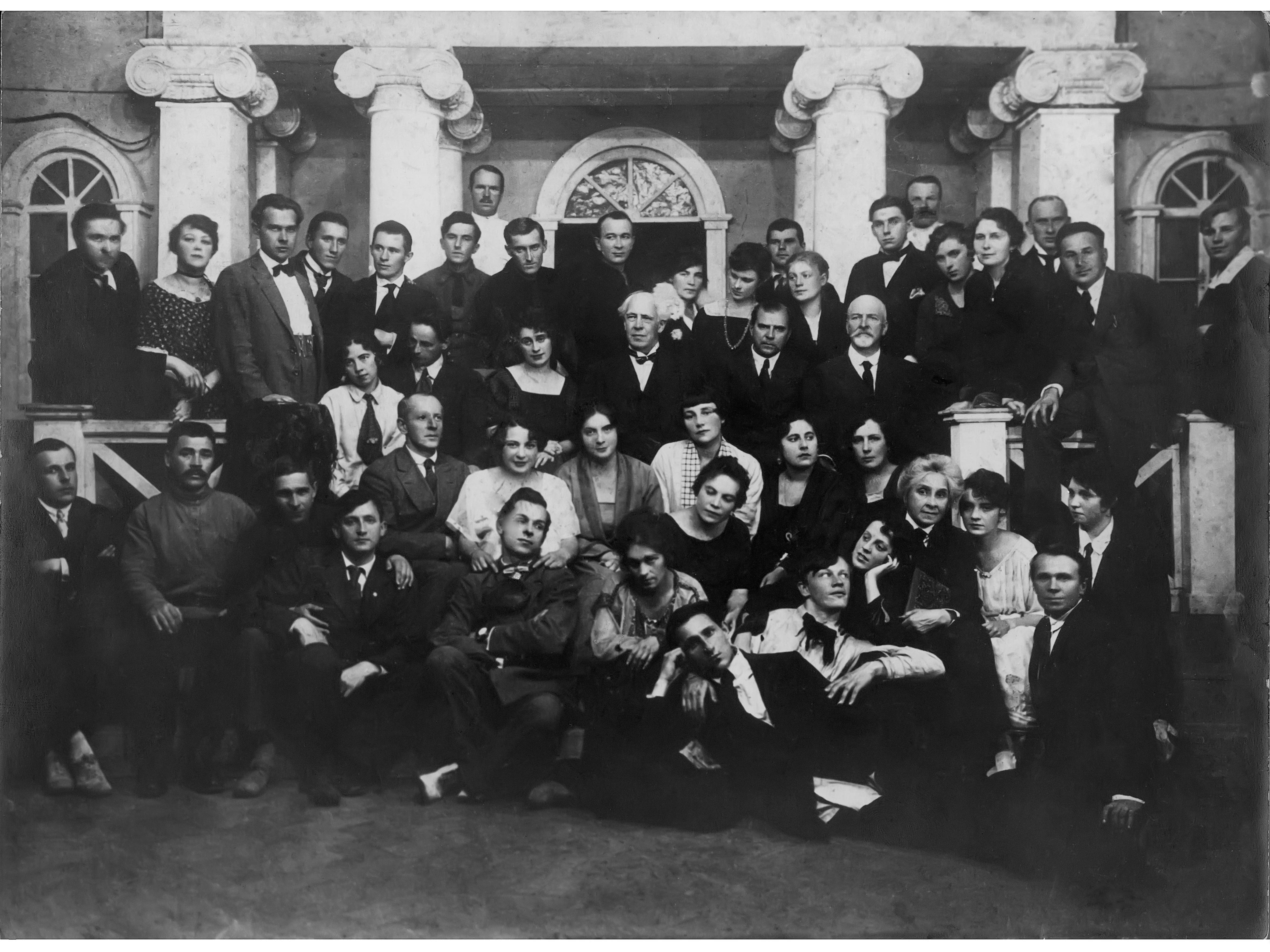
Константин Станиславский с актёрами, 1922 год

Образованный в 1941 году театр под руководством Владимира Немировича-Данченко стал «лабораторией» по созданию новых опер, балетов, работе с современными композиторами. Свои сочинения для постановок передавали Дмитрий Кабалевский и Тихон Хренников. После смерти Немировича-Данченко в 1943-м главным режиссёром стал Павел Марков.
Во время Великой Отечественной войны театр единственным в городе продолжил работу и не был эвакуирован даже в дни битвы за Москву. В военные и послевоенные годы были поставлены оперы «Суворов» Сергея Василенко, «Чапаев» Бориса Мокроусова, «Надежда Светлова» Ивана Дзержинского, балеты «Лола» Сергея Василенко, «Шехеразада» Николая Римского-Корсакова, «Берег счастья» Антонио Спаддавеккиа, оперетты «Мадемуазель Фифи» Цезаря Кюи, «Нищий студент» Карла Миллёкера, «Сказки Гофмана» Жака Оффенбаха. Уже после войны, в 1948 году, в состав театра вошла группа артистов Оперно-драматической студии имени Станиславского во главе с дирижёром Исааком Байном.
Знаковыми для развития театра стали 1950-е годы, когда его возглавил ученик Немировича-Данченко Леонид Баратов. В это время, совпавшее с эпохой «оттепели», были поставлены оперы «Война и мир» Сергея Прокофьева, «Кето и Котэ» Виктора Долидзе, «Сицилийская вечерня» Джузеппе Верди, «Запорожец за Дунаем» Семёна Гулака-Артемовского.
В 1960-е годы главным режиссёром театра стал Лев Михайлов. Среди наиболее значительных постановок этого периода — оперы «Паяцы» Руджеро Леонкавалло, «Так поступают все женщины» Вольфганга Амадея Моцарта, «Пиковая дама» Петра Чайковского, «Виринея» Сергея Слонимского, «Кола Брюньон» Дмитрия Кабалевского, «Хари Янош» Золтана Кодая, «Любовь к трём апельсинам» Сергея Прокофьева, «Порги и Бесс» Джорджа Гершвина. В 1963 году, впервые с 1930-х, Лев Михайлов вместе с дирижёром Геннадием Проваторовым представил советской публике «Катерину Измайлову» Дмитрия Шостаковича. В это же время в театре работали режиссёры Павел Златогоров, Михаил Мордвинов, Михаил Дотлибов, Николай Кузнецов, Владимир Канделаки, Надежда Кемарская, дирижёры Дмитрий Китаенко, Кемал Абдуллаев, Георгий Жемчужин, Владимир Кожухарь.
Для балетной труппы важной вехой стали периоды с 1941 по 1960 и с 1963 по 1970 годы, когда пост главного балетмейстера театра занимал Владимир Бурмейстер. Ему принадлежат оригинальные постановки «Эсмеральды» Цезаря Пуни, «Лебединого озера» Петра Чайковского, «Штраусианы» на музыку Иоганна Штрауса, «Виндзорских насмешниц» Виктора Оранского, «Жанны д’Арк» Николая Пейко, детского балета «Доктор Айболит» Ивана Морозова. «Снегурочка» на музыку Чайковского была поставлена Бурмейстером по заказу Лондонского фестивального балета. В этот период на сцене театра танцевали Виолетта Бовт, Элеонора Власова, Софья Виноградова, Александр Соболь, Алексей Чичинадзе, тогда же начал свою карьеру молодой Марис Лиепа.
С конца 1960-х — начала 1970-х годов начались сотрудничество с театральными деятелями ГДР: берлинским музыкальным театром «Комише опер», работа с режиссёрами Вальтером Фельзенштейном (опера «Кармен» Бизе), Гарри Купфером (зингшпиль «Похищение из сераля» Моцарта), хореографом Томом Шиллингом (балет «Чёрные птицы» Георга Катцера).
Летом 1980 года спектакли театра были включены в культурную программу Московской Олимпиады. В это же время всё больше постановок мировой оперной классики начало ставиться на языке оригинала, а не в русских переводах. Главным новатором в жизни театра стал Евгений Колобов, занявший в 1987 году пост главного дирижёра. Ему принадлежат авторская редакция «Бориса Годунова» Модеста Мусоргского и постановка малоизвестной оперы Винченцо Беллини «Пират». Пытаясь заново поставить традиционную для театра оперу «Евгений Онегин», Колобов привлёк к работе молодых артистов, что привело к конфликту с руководством и старым актёрским составом. Несмотря на общественную кампанию в защиту дирижёра, в 1989-м ему пришлось покинуть коллектив.

### Постсоветское время
С 1991 года главным режиссёром театра стал Александр Титель. Ему пришлось практически заново собирать оперную труппу С июня 1991 Максимов Валерий Русланович принят в Музыкальный театр на должность главного хормейстера. Ему прилось тоже полностью комплектовать хоровой коллектив театра. Первыми постановками Тителя в обновлённом театре стали «Руслан и Людмила» Михаила Глинки, вызвавшая противоречивые отзывы критиков, «Эрнани» Джузеппе Верди и «Богема» Джакомо Пуччини, отмеченные премией «Золотая маска». Наиболее известными спектаклями рубежа 1990-х — 2000-х стали «Кармен» Жоржа Бизе, «Обручение в монастыре» Сергея Прокофьева, «Летучая мышь» Иоганна Штрауса, «Золотой петушок» Николая Римского-Корсакова.
С 1997 года Московский музыкальный театр в сотрудничестве с Большим театром организовал фестиваль современного танца DanceInversion, ставший ежегодным.

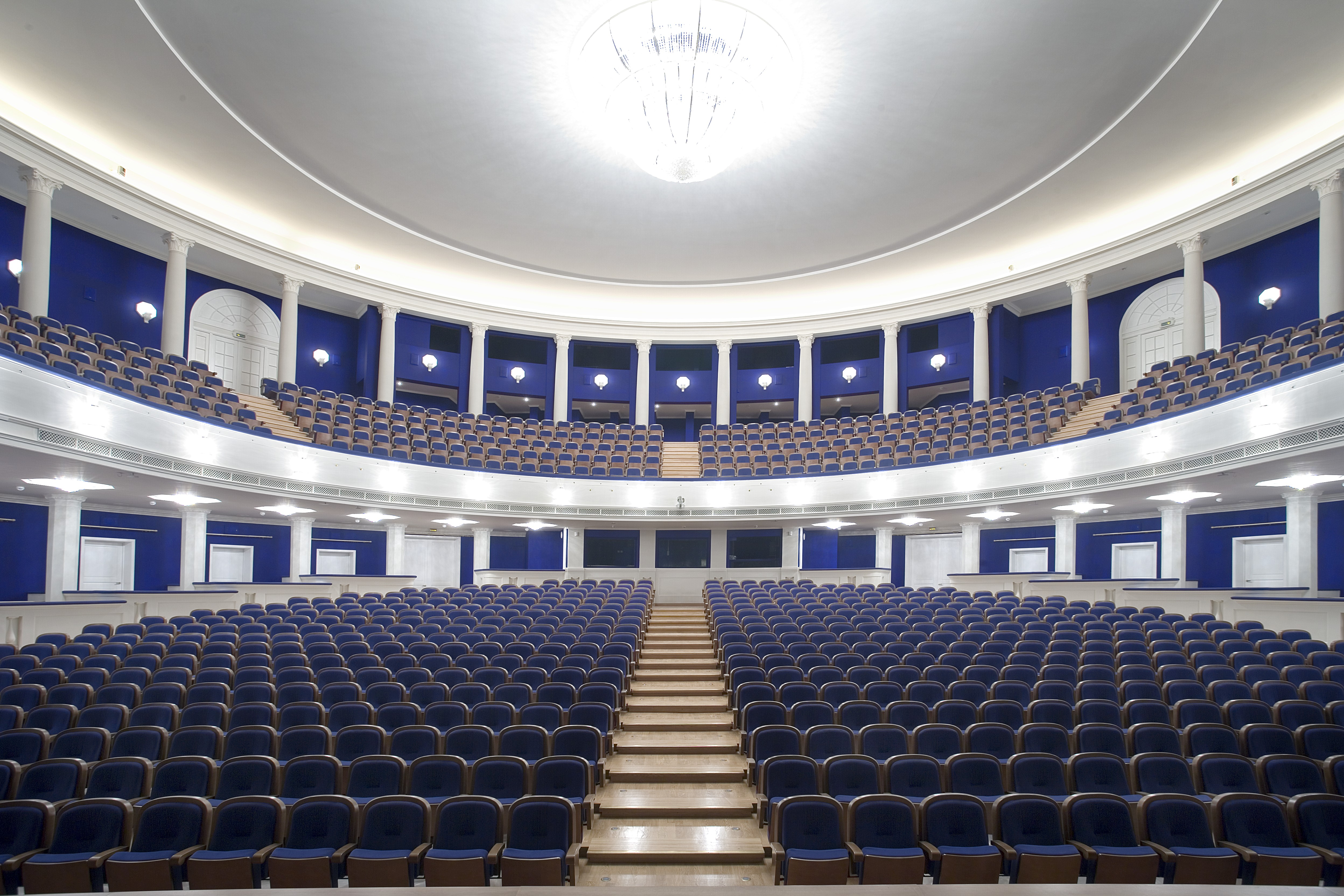
Зрительный зал театра, 2008 год

### Современность
В 2000-е годы здание театра дважды горело. Первый раз возгорание произошло в июне 2003-го: сгорела часть крыши пристройки, при этом огонь не затронул сцену и зрительный зал. В мае 2005 года театр пострадал от более серьёзного пожара: сгорели сцена, помещение зрительного зала, частично обрушились кровля и стены, понадобилась масштабная реконструкция. Основная сцена была открыта ко Дню города в сентябре 2006-го. Кроме того, были оборудованы репетиционные залы балета, склады костюмов и декораций, хоровой класс, гримёрки для артистов и подземная автостоянка. Общая площадь театра составила около 40 тысяч м², что почти втрое больше, чем до реконструкции.
С 2016 года директором театра стал Антон Гетьман, сменивший на этом посту Ару Карапетяна. Художественным руководителем балетного направления стал французский танцовщик Лоран Илер. Тогда же на малой сцене впервые прошёл фестиваль «Точка пересечения», направленный на открытие новых имён в балете из стран Европы, Азии, Америки и Африки и создание оригинальных танцевальных постановок. В 2017-м стартовал проект «Генеральная репетиция», знакомящий молодёжную аудиторию с современным балетом.
В 2019 году театр удостоен премии «Скрипач на крыше» Федерации Еврейских общин России за постановку оперы «Фрау Шиндлер».
В ноябре 2020 года директором театра стал Андрей Борисов, который до того был исполнительным директором Пермского академического театра оперы и балета.
В феврале 2022 года из-за вторжения России на Украину Лоран Илер оставил свой пост и экстренно покинул Россию до истечения контракта. В марте 2022 года новым художественным руководителем балетной труппы стал 24-летний артист и хореограф Максим Севагин.
В ноябре 2023 в фойе подготовлена выставка, на которой можно увидеть всех хормейстеров с момента образования театра.
В финале 105-го сезона МАМТ представит премьеру балетов «Отражение» Юрия Посохова, «Холм» Гентиана Доды и "Красавицы не могут уснуть" Анастасии Вядро.

## Спектакли
- 1939 — «В бурю» Тихона Хренникова

*  1940 — «Семён Котко» Сергея Прокофьева (мировая премьера)
- 1942 — «Мадемуазель Фифи» Цезаря Кюи
- 1942 — «Емельян Пугачёв» Мариана Коваля
- 1943 — «Надежда Светлова» Ивана Дзержинского
- 1947 — «Семья Тараса» Дмитрия Кабалевского
- 1948 — «Борис Годунов» Модеста Мусоргского
- 1950 — «Хованщина» Модеста Мусоргского
- 1951 — «Семья Тараса» (Сталинская премия второй степени)
- 1952 — «Сорочинская ярмарка» Модеста Мусоргского
- 1957 — «Война и мир» Сергея Прокофьева
- 1959 — «Обручение в монастыре» Сергея Прокофьева (дирижёр Кемал Абдуллаев
- 1961 — «Водоворот жизни» Эугена Сухоня (дирижёр Георгий Жемчужин)
- 1961 — «Город юности» Григория Шантыря (дирижёр Кемал Абдуллаев)
- 1963 — «Катерина Измайлова» Дмитрия Шостаковича (дирижёр Геннадий Проваторов)
- 1963 — «Хари Янош» Золтана Кодаи (дирижёр Кемал Абдуллаев)
- 1965 — «Ценою жизни» Алексея Николаева (дирижёр Кемал Абдуллаев)
- 1965 — «Персональный памятник» Юрия Левитина (дирижёр Георгий Жемчужин)
- 1966 — «Донья Жуанита» Франца Зуппе (дирижёр Георгий Жемчужин)
- 1967 — «Виринея» Сергея Слонимского (дирижёр Кемал Абдуллаев)
- 1971 — «Кола Брюньон» Дмитрия Кабалевского (дирижёр Георгий Жемчужин)
- 1972 — «Катерина Измайлова» Дмитрия Шостаковича (дирижёр Дмитрий Китаенко)
- 1972 — «Три жизни» Отара Тактакишвили (дирижёр Кемал Абдуллаев)
- 1973 — «Манон» Жюля Массне (дирижёр Владимир Есипов)
- 1973 — «Алеко» Сергея Рахманинова (дирижёр Дмитрий Китаенко)
- 1973 — «Мавра» Игоря Стравинского (дирижёр Дмитрий Китаенко)
- 1974 — «Байка» Игоря Стравинского (дирижёр Дмитрий Китаенко)
- 1974 — «Любовь д’Артаньяна» Моисея Вайнберга (дирижёр Георгий Жемчужин)
- 1975 — «Июльское воскресенье» Владимира Рубина (дирижёр Дмитрий Китаенко)
- 1976 — «Пиковая дама» Петра Чайковского (дирижёр Дмитрий Китаенко)
- 1977 — «Виринея» Сергея Слонимского (дирижёр Кемал Абдуллаев)
- 1978 — «Нежность» Виталия Губаренко (дирижёр Владимир Кожухарь)
- 1978 — «Паяцы» Руджеро Леонкавалло (дирижёр Владимир Кожухарь)
- 1979 — «Любовь к трём апельсинам» Сергея Прокофьева (постановка Льва Михайлова, дирижёр Владимир Кожухарь)
- 1980 — «Порги и Бесс» Джорджа Гершвина (постановка Льва Михайлова, дирижёр Владимир Кожухарь)
- 1997 — «Сказка о царе Салтане» Николая Римского-Корсакова (постановка Александра Тителя, дирижёр Ара Карапетян)
- 1998 — «Любовный напиток» Гаэтано Доницетти (постановка Людмилы Налётовой, дирижёр Вольф Горелик)
- 1999 — «Кармен» Жоржа Бизе (постановка Александра Тителя, дирижёр Вольф Горелик)
- 2002 — «Мадам Баттерфляй» Джакомо Пуччини (постановка Людмилы Налётовой, дирижёр Ара Карапетян)
- 2004 — «Тоска» Джакомо Пуччини (постановка Людмилы Налётовой, дирижёр Вольф Горелик)
- 2006 — «Травиата» Джузеппе Верди (постановка Александра Тителя, дирижёр Феликс Коробов)
- 2006 — «Так поступают все женщины, или Школа влюблённых» Вольфганга Амадея Моцарта (постановка Александра Тителя, дирижёр Вольф Горелик)
- 2007 — «Евгений Онегин» Петра Чайковского (постановка Александра Тителя, дирижёр Феликс Коробов)
- 2008 — «Майская ночь, или Утопленница» Николая Римского-Корсакова (постановка Александра Тителя, дирижёр Феликс Коробов)
- 2008 — «Демон» Антона Рубинштейна (постановка Геннадия Тростянецкого, дирижёр Вольф Горелик)
- 2009 — «Лючия ди Ламмермур» Гаэтано Доницетти (постановка Адольфа Шапиро, дирижёр Вольф Горелик)
- 2009 — «Вертер» Жюля Массне (постановка Михаила Бычкова, дирижёр Феликс Коробов)
- 2010 — «Севильский цирюльник» Джоаккино Россини (постановка Александра Тителя, дирижёр Вольф Горелик)
- 2010 — «Сила судьбы» Джузеппе Верди (постановка Георгия Исаакяна, дирижёр Феликс Коробов)
- 2011 — «Сказки Гоффмана» Жака Оффенбаха (постановка Александра Тителя, дирижёр Евгений Бражник)
- 2012 — «Война и мир» Сергея Прокофьева (постановка Александра Тителя, дирижёр Феликс Коробов)
- 2012 — «Итальянка в Алжире» Джоаккино Россини (постановка Евгения Писарева, дирижёр Феликс Коробов)
- 2013 — «Весёлая вдова» Франца Легара (постановка Адольфа Шапиро, дирижёр Вольф Горелик)
- 2013 — «Тангейзер» Рихарда Вагнер (постановка Андрейса Жагарса, дирижёр Фабрис Боллон, приурочена к 200-летию композитора)
- 2014 — «Аида» Джузеппе Верди (постановка Петера Штайна, дирижёр Феликс Коробов)
- 2014 — «Исправившийся пьяница» (постановка Анатолия Ледуховского) и «Китаянки» (постановка Георгия Исаакяна), одноактные оперы К. В. Глюка (музыкальный руководитель и дирижёр — Пётр Айду)
- 2014 — «Дон Жуан» Вольфганга Амадея Моцарта (постановка Александра Тителя, дирижёр Уильям Лейси)
- 2014 — «Тайный брак» Доменико Чимароза (постановка Игоря Ясуловича, дирижёр Тимур Зангиев)
- 2014 — «Орфей и Эвридика» Кристофа Глюка (постановка Ирины Лычагиной, дирижёр Тимур Зангиев)
- 2015 — «Хованщина» Модеста Мусоргского (постановка Александра Тителя, дирижёр Александр Лазарев)
- 2015 — «Медея» Луиджи Керубини (постановка Александра Тителя, дирижёр Феликс Коробов)
- 2015 — «Волшебная лампа Аладдина» Нино Рота (постановка Людмилы Налётовой, дирижёр Вячеслав Волич)
- 2016 — «Манон» Жюля Массне (постановка Андрейса Жагарса, дирижёр Феликс Коробов)
- 2016 — «Сказание об Орфее» Альфредо Казелла и «Ариадна» Богуслава Мартину (постановка Екатерины Васильевой, дирижёр Мария Максимчук)
- 2016 — «Любовь к трём апельсинам» Сергея Прокофьева (постановка Александра Тителя, дирижёр Александр Лазарев)
- 2016 — «Пиковая дама» Петра Чайковского (постановка Александра Тителя, дирижёр Александр Лазарев)
- 2017 — «Царь Эдип» Игоря Стравинского и «Замок герцога Синяя Борода» Белы Бартока (постановка Римаса Туминаса, дирижёр Феликс Коробов)
- 2017 — «Метаморфозы любви» Александра Журбина (мировая премьера) (постановка Татьяны Миткалёвой, дирижёр Феликс Коробов)
- 2017 — «Обручение в монастыре» Сергея Прокофьева (возобновление постановки Александра Тителя и Людмилы Налётовой (2000 год), дирижёр Александр Лазарев)
- 2018 — «Енуфа» Леоша Яначека (постановка Александра Тителя, дирижёр Евгений Бражник, исполняется на русском языке)
- 2018 — «Триумф Времени и Бесчувствия» Георга Фридриха Генделя, российская премьера (постановки Константина Богомолова, дирижёр Филипп Чижевский)
- 2018 — «Макбет» Джузеппе Верди (постановка Кама Гинкаса, дирижёр Феликс Коробов)
- 2018 — «Фрау Шиндлер» Томаса Морса, российская премьера (постановка Владимира Аленикова, дирижёр Тимур Зангиев)
- 2019 — «Влюблённый дьявол» Александра Вустина, Мировая премьера (постановка Александра Тителя, дирижёр Владимир Юровский)
- 2019 — «Отелло» Джузеппе Верди (постановка Андрея Кончаловского, дирижёр Феликс Коробов)
- 2019 — «Похождения повесы» Игоря Стравинского, (постановка Саймона Макбёрни, дирижёр Тимур Зангиев; совместная постановка с фестивалем в Экс-ан-Провансе и Национальной оперой Нидерландов)
- 2019 — «Зимний вечер в Шамони» (оперетта-пастиччо) (постановка Александра Тителя, дирижёр Уильям Лейси)
- 2021 — «Вольный стрелок» Карла Марии фон Вебера (постановка Александра Тителя, дирижёр Фабрис Боллон)
- 2021 — «Риголетто» Джузеппе Верди (постановка Владимира Панкова, дирижёр Феликс коробов)
- 2021 — «Н.Ф.Б.» Владимира Кобекина (российская премьера), «Кроткая» Алексея Курбатова (мировая премьера) (постановка Людмилы Налётовой, дирижёр Ариф Дадашев)
- 2022 — «Робинзон Крузо» Жака Оффенбаха (российская премьера) (постановка Александра Тителя, дирижёр Ариф Дадашев)
- 2023 — «Норма» Винченцо Беллини (постановка Адольфа Шапиро, дирижёр Кристиан Кнапп)
- 2023 — «Царская невеста» Николая Римского-Корсакова (постановка Дмитрия Белянушкина, дирижёр Ариф Дадашев)
- 2024 — «Не только любовь» Родиона Щедрина (постановка Евгения Писарева, дирижёр Феликс Коробов)
- 2025 — «Андре Шенье» Умберто Джордано (московская премьера) (постановка Александра Тителя, дирижёр Пьетро Маццетти)

- 1950 — «Эсмеральда» на музыку Цезаря Пуни, Рейгольда Глиэра, Сергея Василенко (хореография и постановка Владимира Бурмейстера)
- 2006 — «Золушка» Сергея Прокофьева (хореография и постановка Олега Виноградова)
- 2007 — «Чайка» на музыку Дмитрий Шостаковича, Эвелин Гленни, Петра Чайковского, Александра Скрябина (хореография и постановка Джона Ноймайера). Возобновление в 2018 г..
- 2008 — «Каменный цветок» Сергея Прокофьева (хореография и постановка Юрия Григоровича)
- 2009 — «Неаполь» Нильса Гаде, Эдварда Хёльстеда, Хольгера Паулли, Ханса Лумбю (хореография Августа Бурнонвиля, постановка Фрэнка Андерсена)
- 2011 — «Сильфида» Жана-Мадлена Шнейцхоффера (хореография Пьера Лакотта)
- 2012 — «Русалочка» Леры Ауэрбах (хореография и постановка Джона Ноймайера)
- 2012 — «Коппелия» Лео Делиба (хореография Ролана Пети)
- 2013 — Вечер балетов Иржи Килиана: «Восковые крылья», «Бессонница», «Маленькая смерть», «Шесть танцев»
- 2013 — «Майерлинг» на музыку Ференца Листа (хореография Кеннета Макмиллана)
- 2013 — «Баядерка» Людвига Минкуса, хореография и постановка Натальи Макаровой (с использованием хореографии Мариуса Петипа, Вахтанга Чабукиани, Владимира Пономарёва, Николая Зубковского)
- 2014 — «Манон» на музыку Жюля Массне (хореография Кеннета Макмиллана)
- 2014 — «Татьяна» Леры Ауэрбах (хореография и постановка Джона Ноймайера совместно с труппой Гамбургского балета)
- 2015 — балеты Джерома Роббинса: «В ночи», «Другие танцы», «Концерт»
- 2015 — балеты Фредерика Аштона: «Рапсодия», «Вальс», «Маргарита и Арман»
- 2015 — «Расёмон. Вариации» Григория Варламова, мировая премьера (постановка Ирины Лычагиной)
- 2016 — «Анна Каренина» на музыку Сергея Рахманинова, Витольда Лютославского, Сулхана Цинцадзе и Иосифа Барданашвили (постановка Кристиана Шпука)
- 2017 — «Сюита в белом» (хореография Сержа Лифаря, российская премьера), «Маленькая смерть» (хореография Иржи Килиана), «Вторая деталь» (хореография Уильяма Форсайта)
- 2017 — «Серенада» (хореография Джорджа Баланчина), «Ореол» (хореография Пола Тейлора, российская премьера), «Онис» (хореография Жака Гарнье, российская премьера), «Тюль» (хореография Александра Экмана, российская премьера)
- 2018 — «Призрачный бал» (хореография Дмитрия Брянцева), «Одинокий Джордж» (хореография Марко Гёке, российская премьера), «Минус 16» (хореография Охада Нахарина, российская премьера, лауреат театральной премии «Золотая маска» в номинации «Современный танец/Спектакль»[26])
- 2018 — «Кончерто барокко» (хореография Джорджа Баланчина), «Восковые крылья» (хореография Иржи Килиана) (возобновление), «Пижамная вечеринка» (хореография Андрея Кайдановская, мировая премьера)
- 2019 — «Прогулка сумасшедшего» (хореография Йохана Ингера, российская премьера), «О сложная» (хореография Триши Браун, российская премьера), «Свадебка» (хореография Анжелена Прельжокажа, российская премьера)
- 2019 — «Жизель» Адольфа Адана (хореография Жана Коралли, Жюля Перро, Мариуса Петипа, постановка Лорана Илера)
- 2019 — «Дон Кихот» Людвига Минкуса (хореография Рудольфа Нуреева, постановка Лорана Илера)
- 2020 — «Вариации» на музыку Жоржа Бизе (хореография Владимира Бурмейстера, постановка Маргариты Дроздовой) (возобновление).
- 2021 — «Autodance» (хореография Шарон Эяль, российская премьера), «KAASH» (хореография Акрама Хана, российская премьера).
- 2021 — «Ромео и Джульетта» Сергея Прокофьева (постановка Константина Богомолова, хореография Максима Севагина).
- 2022 — «О природе» Алексея Наджарова (постановка Евгения Сангаджиева, хореография Владимира Варнавы; мировая премьера); «Нет никого справедливой смерти» (хореография Максима Севагина; мировая премьера).
- 2023 — «Зазеркалье» Василия Пешкова (хореография Константина Семёнова, мировая премьера).
- 2023 — «Ворга» Константина Чистякова (хореография Ксении Тернавской, мировая премьера), «Последний сеанс» Настасьи Хрущёвой (хореография Павла Глухова, мировая премьера), «Класс-концерт» на музыку Оффенбаха и Обера (хореография Максима Севагина, мировая премьера).
- 2023 — «Снежная королева» на музыку Петра Чайковского (хореография Максима Севагина, мировая премьера).
- 2024 — «В тёмных образах» на музыку Антонио Вивальди (хореография Максима Севагина),
- 2024 — «Отражения» на музыку Феликса Мендельсона (хореография Юрия Посохова), «Холм» Сезара Алияй Горишти (хореография Гентиана Дода, российская премьера), «Красавицы не могут уснуть» Давида Огоняна (хореография Анастасии Вядро, мировая премьера).
- 2024 — «Перигелий» Владимира Горлинского (хореография Вячеслава Самодурова, мировая премьера), «Знаем благую весть» на музыку Валерия Гаврилина «Перезвоны» (хореография Максима Севагина, мировая премьера).
- 2025 — «Петрушка» Игорь Стравинский (хореография Константина Семёнова) и «Жар-птица» Игоря Стравинского (хореография Кирилла Радева) (в рамках Вечера одноактных балетов «Стравинский. Куклы. Танцы», режиссёр-постановщик Алексей Франдетти)

## Персоналии
- Андреева Лариса
- Афанасьева Евгения
- Аюшеев Чингис
- Балашов Сергей
- Баскин Александр
- Батуркин Андрей
- Безгодкова Елена
- Ващенко Ирина
- Владимирская Наталья
- Вяткина Вероника
- Гайсина Лилия
- Герзмава Хибла
- Головушкин Михаил
- Гурякова Ольга
- Гусева Елена
- Дмитрук Владимир
- Дудникова Ксения
- Ерохин Николай
- Зайцева Валерия
- Зараев Антон
- Зимина Наталья
- Зимненко Леонид
- Золочевский Кирилл
- Зуев Дмитрий
- Капачинский Кирилл
- Качуровский Евгений
- Клочко Инна
- Кондратков Дмитрий
- Кудрявцев Феликс
- Ли Станислав
- Либерман Евгений
- Луцив-Терновская Ольга
- Мавлянов Нажмиддин
- Макаров Денис
- Макеева Мария
- Матвеев Кирилл
- Микицкий Валерий
- Моисейкин Виктор
- Мурадымова Наталья
- Мусланова Ксения
- Нестеренко Александр
- Николаев Сергей
- Осокин Максим
- Павлов Илья
- Пахарь Мария
- Петрожицкая Наталья
- Поликанин Евгений
- Полкопин Дмитрий
- Свистов Владимир
- Соколов Пётр
- Терехова Дарья
- Улыбин Роман
- Ульянов Дмитрий
- Фейгинова Элла
- Хорошилова Анастасия
- Чистякова Ирина
- Шишляев Алексей[27]

- Акинфеев Денис
- Бек Мария
- Бикбулатова Инесса
- Блинков Леонид
- Бородинец Мария
- Бухараев Станислав
- Выборнов Юрий
- Губанова Жанна
- Дариенко Дарья
- Дмитриев Денис
- Домашев Антон
- Дорофеева Александра
- Жуков Евгений
- Заярная Полина
- Золотова Мария
- Иванова Екатерина
- Кардаш Оксана
- Клейменова Наталья
- Кириллов Никита
- Конкина Наталья
- Крапивина Наталья
- Лименько Анастасия
- Любимов Алексей
- Маленко Роман
- Мануйлов Сергей
- Микиртичева Эрика
- Михалёв Иван
- Муравинец Дмитрий
- Муханова Валерия
- Мышева Мария
- Окунева Анна
- Першенкова Анастасия
- Петров Дмитрий
- Пухов Михаил
- Ромашова Ксения
- Селезнёв Александр
- Сизых Ольга
- Смилевски Георги
- Смилевски Георги-мл.
- Соболевский Дмитрий
- Соломянко Елена
- Сомова Наталья
- Урусова Марианна
- Шевцова Ксения
- Юлдашев Иннокентий[28]